# Dolomedes intermedius
Dolomedes intermedius is een spinnensoort in de taxonomische indeling van de kraamwebspinnen (Pisauridae).
Het dier behoort tot het geslacht Dolomedes. De wetenschappelijke naam van de soort werd voor het eerst geldig gepubliceerd in 1863 door Christoph Gottfried Andreas Giebel.